# 吴超元
吴超元（1925年—），男，蒙古族，北京人，中国海洋生物学家，曾任中国科学院海洋研究所研究员、博士生导师。